# 聚花马先蒿小叶亚种
聚花马先蒿小叶亚种（学名：Pedicularis confertiflora sp. parvifolia）为玄参科马先蒿属下的一个亚种。

## 扩展阅读
- 維基物種上的相關：聚花马先蒿小叶亚种